# Paepalanthus argillicola
Paepalanthus argillicola är en gräsväxtart som beskrevs av Silveira. Paepalanthus argillicola ingår i släktet Paepalanthus och familjen Eriocaulaceae. Inga underarter finns listade i Catalogue of Life.